# Trachyrincus longirostris
Trachyrincus longirostris är en fiskart som först beskrevs av Günther, 1878.  Trachyrincus longirostris ingår i släktet Trachyrincus och familjen skolästfiskar. Inga underarter finns listade i Catalogue of Life.